# Bebot
Pistes de Monkey Business
Disco Club Ba Bump
Bebot est une chanson du groupe The Black Eyed Peas. Cette piste provient de l'album Monkey Business. La chanson raconte l'éducation de Apl.de.ap., un des membres du groupe. De même, dans l'album The E.N.D., le titre « Mare » est similaire à « Bebot » et à « The Apl Song » (de l'album Elephunk), car dans la chanson « The Apl Song », le premier paragraphe est chanté en Tagalog et « Mare » et « Bebot » ont le mot « Filipino » (qui veut dire habitant des Philippines) dans leur texte.